# Sönke Lars Neuwöhner

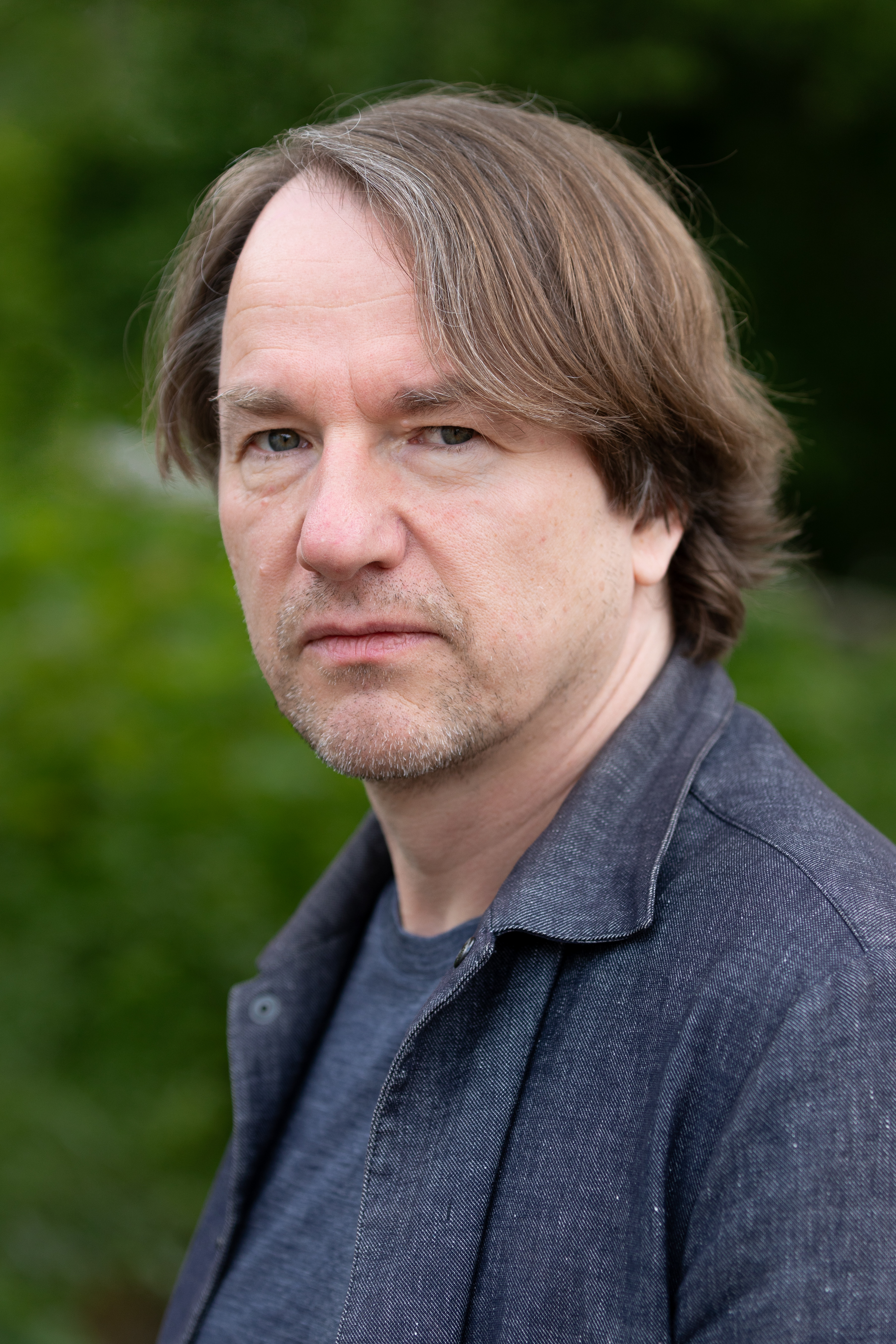
Sönke Lars Neuwöhner, 2019

Sönke Lars Neuwöhner (* 1964 in Hamburg) ist ein deutscher Schriftsteller, Drehbuchautor und Journalist.

## Leben
Sönke Lars Neuwöhner studierte von 1985 bis 1992 Philosophie in Berlin und Paris. Nach seinem Hochschulabschluss arbeitete er von 1992 bis 2000 als Journalist und Redakteur beim Berliner Stadtmagazin tip. 1992 gründete Neuwöhner zusammen mit Sven S. Poser, Knud Kohr, Jonas Winner, Sven Holly Nullmeyer, Roland Oelfke u. a. den Berliner Kleinverlag Das Labor und veranstaltete regelmäßige Lesungen und Literaturpartys. Im Jahr 1993 erschien im Verlag Das Labor der Kurzgeschichtenband Die Kuh im Faß. Autorengruppe und Verlag lösten sich 1997 auf.
1997 drehte Neuwöhner den Kurzfilm Fashion Kills gemeinsam mit Sven H. Nullmeyer, mit dem er auch das Buch schrieb. Seit 1998 schreibt Neuwöhner Drehbücher für Kino und Fernsehen. Mit Martin Eigler, Sven S. Poser und Jonas Winner gründete er das Label plotpower für die Entwicklung von Stoffen und Drehbüchern. Er entwickelte u. a. die Krimireihe Wolfsland sowie die Miniserie Morgen hör ich auf mit Bastian Pastewka und Susanne Wolff in den Hauptrollen. Nebenbei ist er weiterhin journalistisch tätig, schreibt Prosastücke und ist Teil des Künstlerkollektivs „Didimos“, das seit 2022 die Website didimos.org gestaltet, ein News-, Debatten- und Reportagenmagazin aus dem Jahr 2052.
Neuwöhner lebt in Berlin.

## Filmografie

### Filme
- 1997: Fashion Kills (Kurzfilm)
- 2000: Freunde
- 2001: Tatort: Schützlinge
- 2004: Tatort: Blutdiamanten
- 2004: Steinschlag
- 2005: Die Tote vom Deich
- 2005: Hannah
- 2006: Der Staatsanwalt – Glückskinder
- 2006: Der falsche Tod
- 2007: Auftrag Schutzengel
- 2007: 10 Sekunden
- 2008: Fräulein Stinnes fährt um die Welt
- 2009: Wilsberg – Der Mann am Fenster
- 2009: Böseckendorf – Die Nacht, in der ein Dorf verschwand
- 2010: Ein mörderisches Geschäft
- 2013: Tatort: Freigang
- 2014: Tatort: Eine Frage des Gewissens
- 2014: Wilsberg – Kein Weg zurück
- seit 2015: Wolfsland
  - 2015: Ewig Dein
  - 2016: Tief im Wald
  - 2018: Der steinerne Gast
  - 2018: Irrlichter
  - 2019: Das heilige Grab
  - 2019: Heimsuchung
  - 2020: Kein Entkommen
  - 2020: Das Kind vom Finstertor
  - 2021: Böses Blut
  - 2021: Die traurigen Schwestern
- 2017: Wilsberg – Der Betreuer
- 2017: Tatort: Sturm
- 2017: Ich werde nicht schweigen
- 2018: Wilsberg – Die Nadel im Müllhaufen
- 2018: Tatort: Der Mann, der lügt
- 2020: Wilsberg – Alles Lüge
- 2021: Das weiße Schweigen
- 2022: Tatort: Gier und Angst
- 2022: Tatort: Flash
- 2024: Tatort: Zerrissen

### Serien
- 2001: Der Fahnder
- 2002–2007: SOKO Köln
- 2006: Die Anwälte
- 2007: Dr. Psycho
- 2010–2012: Kommissar Stolberg
- 2013: SOKO – Der Prozess
- 2013: Letzte Spur Berlin
- 2014–2016: SOKO Wien
- 2016: Morgen hör ich auf

## Prosawerke
- Die Kuh im Faß. Erzählungen. Verlag Das Labor, Berlin 1993.
- Orient außerhalb. Erzählung, veröffentlicht im Freibeuter 71, 1997.
- Sitzung mit Autor, in: Drehbuchautorenbekenntnisse. UVK Verlagsgesellschaft, 2007.

## Auszeichnungen
- 2017: Bayerischer Fernsehpreis mit Martin Eigler und Sven S. Poser, als Autoren der Fernsehserie Morgen hör ich auf (ZDF)
- 2017: Goldene Kamera für die Fernsehserie Morgen hör ich auf (ZDF)

## Belege
1. ↑  http://www.moviepilot.de/serie/morgen-hor-ich-auf
2. ↑  Impressum, auf didimos.org, abgerufen am 11. Februar 2022

| Personendaten    | Personendaten                                          |
| ---------------- | ------------------------------------------------------ |
| NAME             | Neuwöhner, Sönke Lars                                  |
| KURZBESCHREIBUNG | deutscher Journalist, Drehbuchautor und Schriftsteller |
| GEBURTSDATUM     | 1964                                                   |
| GEBURTSORT       | Hamburg                                                |